# Pogórze Strzyżowskie
Pogórze Strzyżowskie (513.63) – mezoregion w południowej Polsce, wchodzący w skład Pogórza Środkowobeskidzkiego. Najwyższym wzniesieniem jest Bardo (534 m n.p.m.).

## Topografia
Na południu sąsiaduje z Kotliną Jasielsko-Krośnieńską, na zachodzie z Pogórzem Ciężkowickim (granicę stanowi rzeka Wisłoka), na wschodzie z Pogórzem Dynowskim (granicę stanowi rzeka Wisłok), na północy z Pradoliną Podkarpacką.
Obejmuje powierzchnię ok. 900 km². Część jego obszaru zajmuje Czarnorzecko-Strzyżowski Park Krajobrazowy.

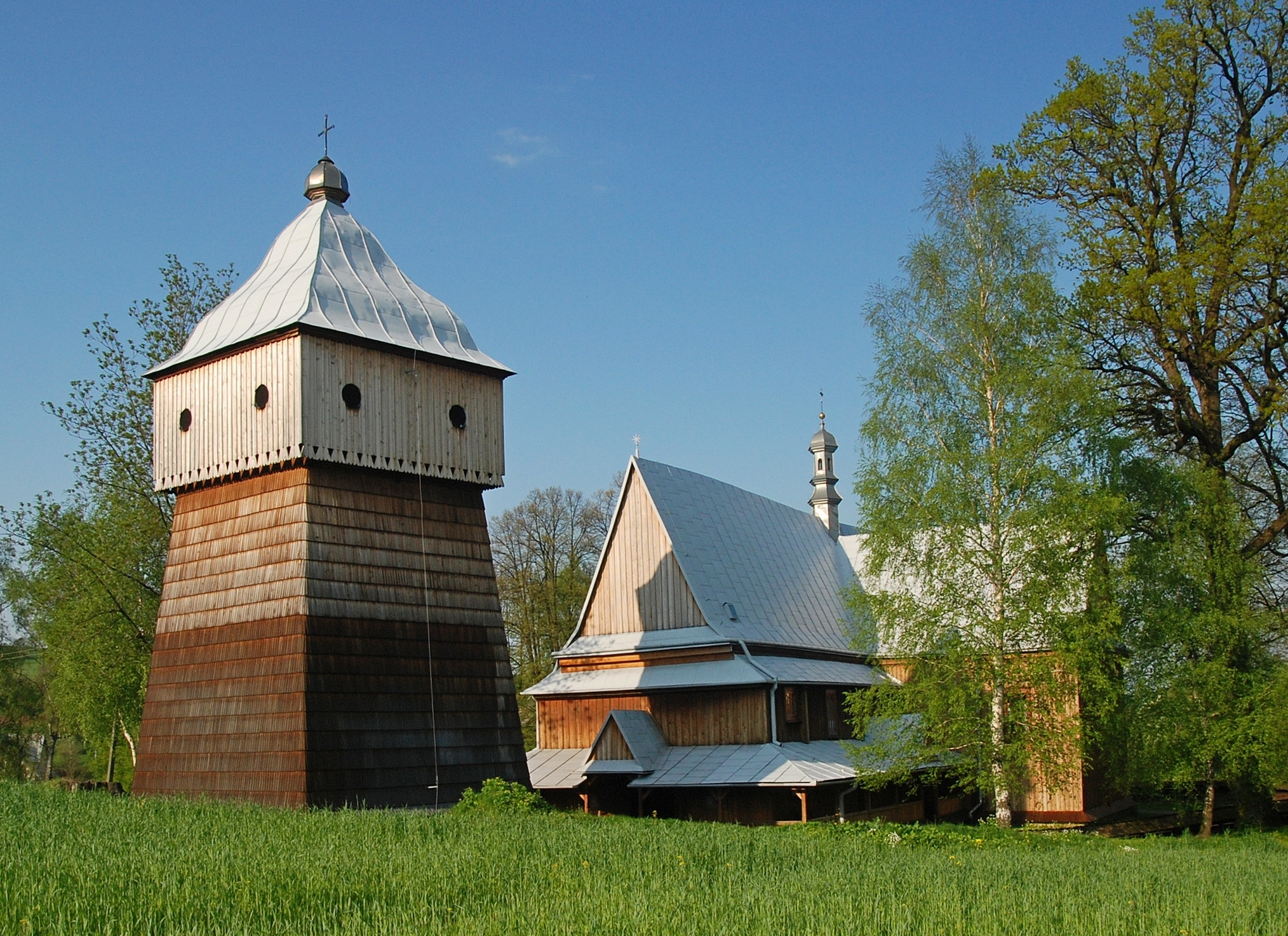
Brzeziny, kościół św. Mikołaja
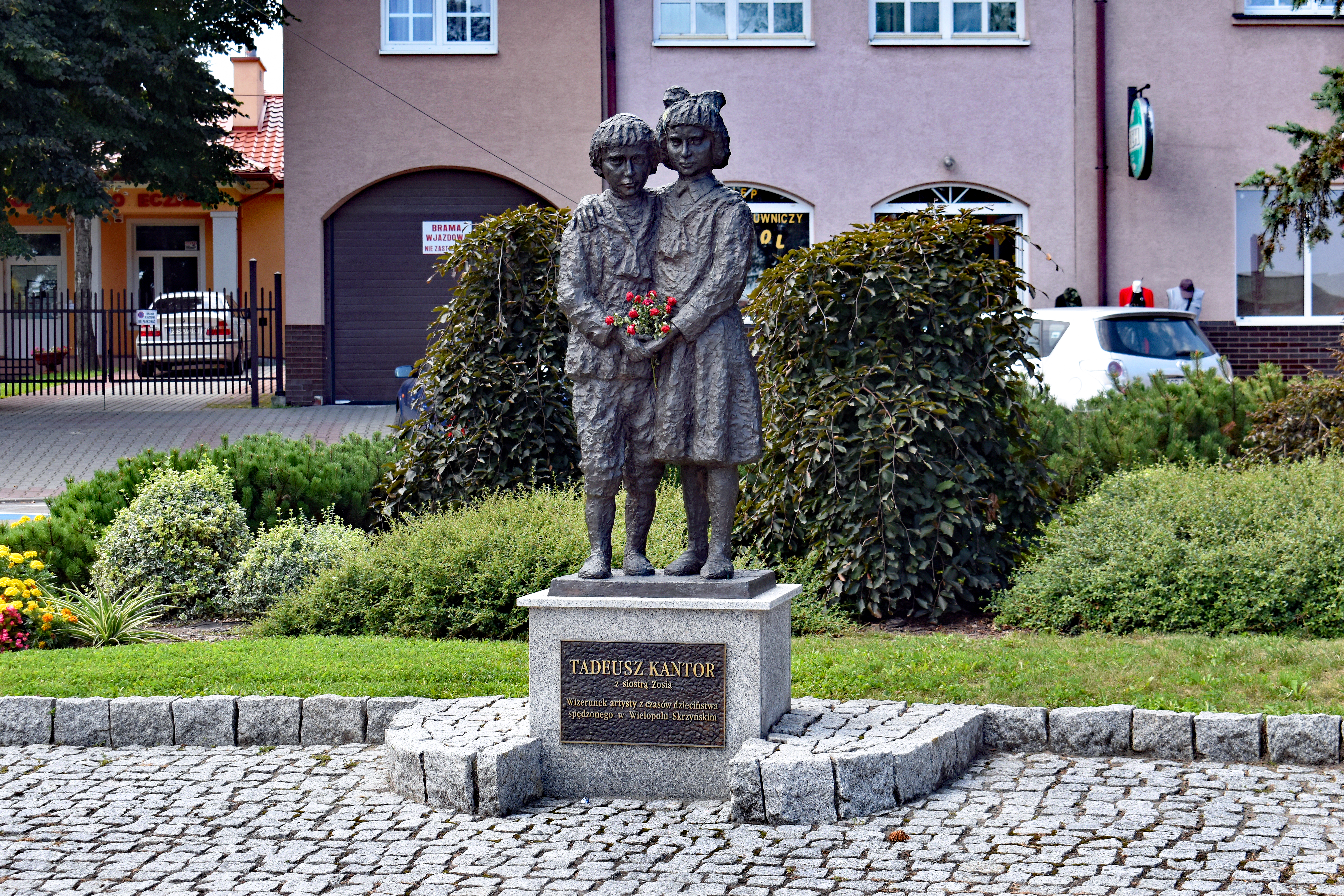
Wielopole, pomnik Tadeusza Kantora z 2015
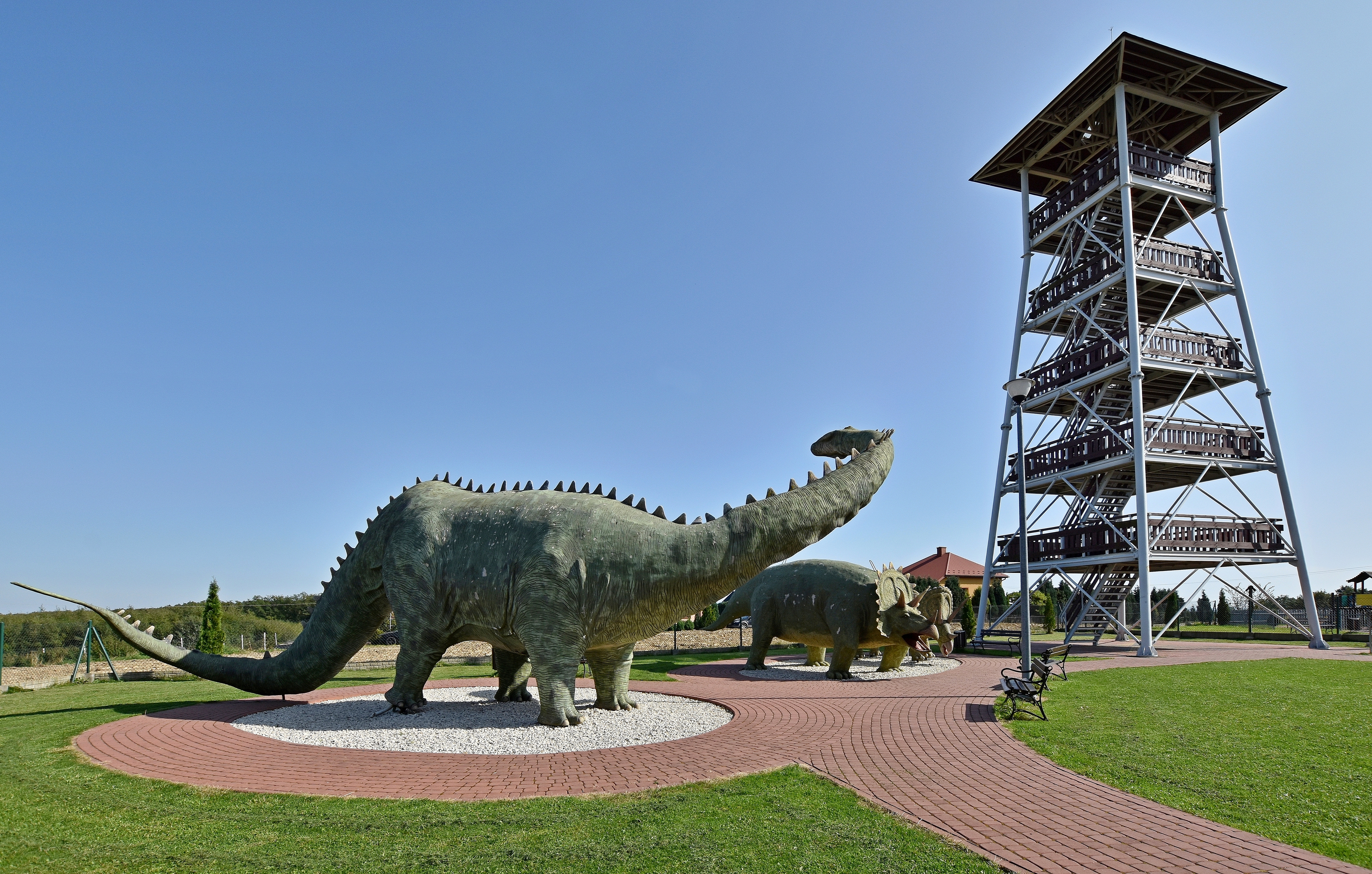
Wieża widokowa i Jurapark w Głobikowej